# Schlawiner Club
Schlawiner Club ist der Kinderclub des Bayerischen Fernsehens und ein ehemaliges Kindermagazin auf diesem Sender. Die zehnminütige Sendung lief bis 2007 jeden Nachmittag von Montag bis Freitag. In Kurzreportagen präsentieren monatliche wechselnde Außenreporter unterschiedliche Themen. Im „Felixikon“ stellt Tierfilmer Felix Heidinger kindgerecht Tiere und ihre Lebensweisen vor, Helmar Willi Weitzel bringt in Willi wills wissen Hintergründe zu Alltagsthemen näher und Karen Markwardt zeigt „alles, was mit Action zu tun hat“ in der Rubrik Karen in Action, für die sie mit dem Emil-Fernsehpreis ausgezeichnet wurde.
Die Sendung wird für Kinder ab etwa 8 Jahren empfohlen.